# 周灃
周灃（1717年—1762年），字芑东，号东阜，浙江嘉善人，清朝政治人物、探花。
乾隆十五年，鄉試中舉；乾隆十六年，會試第一，殿試一甲第三名，授翰林院編修。